# Zamia restrepoi
Zamia restrepoi (Syn.: Chigua restrepoi D.W.Stev., Chigua bernalii D.W.Stev.) ist eine Pflanzenart aus der Gattung Zamia innerhalb Ordnung der Palmfarne (Cycadales). Dieser Endemit kommt nur in Kolumbien vor.

## Beschreibung

### Vegetative Merkmale
Die Stämme wachsen unterirdisch und sind bei einer Länge von 25 bis 40 Zentimetern sowie einem Durchmesser von 7,5 bis 15 Zentimetern ellipsoidisch. Die Cataphylle sind behaart, dreieckig, mit Nebenblättern versehen und 3 bis 5 Zentimeter lang. Die meist zwei oder drei Blätter sind einfach gefiedert, 120 bis 180 Zentimeter lang und 45 bis 50 Zentimeter breit. Der Blattstiel ist 50 bis 60 Zentimeter lang, mit verstreuten Stacheln bewehrt. Am Blattgrund sitzen Nebenblätter. Auch die Rhachis ist verstreut bedornt an der Unterseite. Die papierenen Fiederblättchen stehen in 20 bis 30 Paaren, sind lanzettlich, mit einer deutlichen Mittelrippe. Die mittleren Fiederblättchen sind 15 bis 25 Zentimeter lang und 3 bis 5 Zentimeter breit, der Blattrand ist flach mit deutlichen Zähnen.

### Generative Merkmale
Zamia restrepoi ist zweihäusig getrenntgeschlechtig (diözisch).
Die männlichen Zapfen stehen zu dritt oder viert, sind lang kegelförmig, 5 bis 10 Zentimeter lang, 1,5 bis 2 Zentimeter im Durchmesser und rotbraun behaart. Ihre Stiele sind 15 bis 21 Zentimeter lang und leicht behaart. Die sechseckigen Sporophylle haben eine glatte Oberfläche.
Die weiblichen Zapfen stehen einzeln und  sind bei einer Höhe von 14 bis 15 Zentimetern sowie einem Durchmesser von etwa 5 Zentimetern zylindrisch; sie sind an der Außenseite dicht rotbraun behaart. Ihre Stiele sind 25 bis 30 cm lang, 1,5 Zentimeter im Durchmesser und kahl. Die Sporophylle sind hexagonal, mit einem Höcker in jeder Ecke an der Sporophyll-Oberfläche.
Die Sarcotesta der Samen ist bei Reife rot. Die Sklereotesta ist eiförmig und glatt.
Die Chromosomenzahl beträgt 2n = 18.

## Vorkommen und Gefährdung
Zamia restrepoi kommt in Kolumbien entlang dem Río Sinu im Department Córdoba. Sie wächst im tropischen Regenwald und in Savannen in Höhenlagen von 75 bis 150 Metern. Weder über die Standortansprüche noch über das genaue Verbreitungsgebiet ist viel bekannt. Durch Staudammprojekte ist diese Art in ihrem Areal extrem gefährdet.

## Taxonomie
Die Erstbeschreibung unter dem Namen (Basionym) Chigua restrepoi erfolgte durch Dennis William Stevenson. Das Artepitheton restrepoi ehrt Pater Sergio Restrepo Jaramillo (1939–1989), einen kolumbianischen Botaniker, der diese Art wiederentdeckt hat. Der akzeptierte Name ist seit Lindstrom 2009 Zamia restrepoi (D.W.Stev.) A.Lindstr. Ein weiteres Synonym für Zamia restrepoi (D.W.Stev.) A.Lindstr. ist Chigua bernalii D.W.Stev.